# Himicu no Akko-csan
A Himicu no Akko-csan (ひみつのアッコちゃん; Hepburn: Himitsu no Akko-chan, ’Akko titka’) egy úttörő mahó sódzso manga és anime. A mangát Akacuka Fudzsio írta és illusztrálta és a Ribon magazin publikálta 1962 és 1965 között. Kötetes kiadványai is megjelentek.
Az eredeti anime 94 epizódon keresztül futott 1969 és 1970 között. A Toei Animation gyártásában készült és a NET (ma TV Asahi) televízió vetítette. 1988-ban egy 61, 1998-ban pedig egy 44 részes animesorozatban dolgozták fel újból az animét. Ezeket a sorozatokat is a Toei Animation készítette, viszont már a Fuji TV-n voltak láthatóak.
Négy mozifilm is készült, a Circus da ga jattekita 1969-ben, a Namida no kaiten Receive 1970-ben, a Himicu no Akko-csan és az Umi da! Obake da!! Nacu macuri pedig 1989-ben. Az első kettő a ’69-es, utóbbi kettő pedig a ’88-as sorozathoz kapcsolódik. Az Umi da! Obake da!! Nacu macuriból élőszereplős feldolgozás is készült 2012-ben.

## Cselekmény
Acuko „Akko-csan” Kagami energikus általános iskolás lány imádja a tükröket. Egy nap kedvenc tükre, amit édesanyjától kapott ajándékba Indiából, összetörik. Akko a kertben temeti el a tükröt. Álmában kapcsolatba kerül egy szellemmel, a Tükörkirálynővel, akit megérintett, hogy a lány nagy gondját viselte a tükörnek és nem dobta ki, miután az összetört. Akko egy mágikus tükröt kap ajándékba, amelynek a „tekumaku majakon, tekumaku majakon” és a „lamipus lamipus lu lu lu lu lu” igéket elmondva azzá változhat, amivé kíván. Ez lehet bármilyen ember, de állat is. Akkor ezen képességét használva segít megoldani barátai, szomszédai problémáit a nyugodt kisvárosban.

## Médiamegjelenések

### Manga
A mangát Akacuka Fudzsio írta és illusztrálta. Az egyik legelső, egyben úttörő mahó sódzso mangának számító sorozatot a Shueisha Ribon magazinja publikálta 1962 júliusa és 1965 szeptembere között. Mintegy fél tucat kiadása jelent meg 1969-től kezdődően, melyek terjedelme 2–5 kötetes. Ezek közül kiemelendő a Kodansha 1989-es (2 kötetes), a Shogakukan 2005-ös (3 kötetes) és a Shobo Shinsha 2009-es és 2012-es (4 kötetes) kanzenban és fukkoban kiadása.

### 1969-es sorozat
A manga első animefeldolgozása 94 epizódon keresztül futott 1969. január 6. és 1970. október 26. között a NET (ma TV Asahi) televízión. A Toei Animation gyártásában készült Ikeda Hirosi rendezésében és Cudzsi Maszaki és Jukimuro Sunicsi forgatókönyve alapján. Zenéjét Kobajasi Aszei szerezte.

#### Szereplők
- Akko – Óta Josiko
- Moko – Sirakava Szumiko
- Taisó (Taisho) – Ótake Hirosi
- Soso (Shosho) – Csijimacu Szacsiko
- Kankicsi (Kankichi) – Cuboi Akiko
- Gammo – Hori Dzsunko, Takigava Mariko
- Csikako (Chikako) – Hiroko Marujama
- Goma – Kagava Kóko, Hori Dzsunko
- Akko édesapja – Murakosi Icsiró
- Akko édesanyja – Szenó Reiko
- Szató-szenszei (Sato-sensei) – Icsikava Oszamu
- Morijama-szenszei (Moriyama-sensei) – Takahasi Naoko, Kagava Kóko
- narrátor – Jasiro Sun

### 1988-as sorozat
A második animefeldolgozás 61 epizódon keresztül futott 1988. október 9. és 1989. december 24. között a Fuji TV-n. A Toei Animation gyártásában készült Sibata Hiroki rendezésében és Hosijama Hirojuki és Takegami Dzsunki forgatókönyve alapján. Zenéjét Honma Júszuke szerezte.

#### Szereplők
- Akko – Horie Micuko
- Moko – Szugijama Kazuko
- Taisó (Taisho) – Sioja Joku
- Soso (Shosho) – Miva Kacue
- Kankicsi (Kankichi) – Uemura Noriko
- Gammo – Cukasze Noriko, Mita Júko
- Csikako (Chikako) – Jamamoto Keiko
- Goma – Cukasze Noriko, Szató Csie
- Akko édesapja – Ginga Bandzsó
- Akko édesanyja – Óta Josiko
- Szató-szenszei (Sato-sensei) – Szató Maszaharu
- Morijama-sensei (Moriyama-sensei) – Irokava Kjóko
- Sippona (Shippona) – Vatanabe Naoko
- Dora – Szató Maszaharu
- Tükörkirálynő – Maszujama Eiko
- Kio – Nakahara Sigeru
- Gentaro – Tanaka Kazumi

### 1998-as sorozat

Akko-csan az 1998-as animében

A harmadik animefeldolgozás 44 epizódon keresztül futott 1998. április 5. és 1999. február 28. között a Fuji TV-n. A Toei Animation gyártásában készült szintén Sibata Hiroki rendezésében. Zenéjét Kavaszaki Maszahiro szerezte.

#### Szereplők
- Akko – Jamazaki Vakana
- Moko – Umeda Kikumi
- Taisó (Taisho) – Szuzuki Takuma
- Soso (Shosho) – Kórogi Szatomi
- Kankicsi (Kankichi) – Ikoma Harumi
- Gammo – Takeucsi Dzsunko
- Csikako (Chikako) – Jamamoto Keiko
- Goma – Takato Jaszuhiro
- Akko édesapja – Jamagucsi Ken
- Akko édesanyja – Tominaga Miina
- Szató-szenszei (Sato-sensei) – Takahasi Hiroki
- Morijama-szenszei (Moriyama-sensei) – Nagano Ai
- Sippona (Shippona) – Nagano Ai
- Tükörkirálynő – Horie Micuko

### Animációs filmek
Négy animációs mozifilm is készült. A Circus da ga jattekita 1969-ben, a Namida no kaiten Receive 1970-ben került bemutatásra. Ez a két film a ’69-es sorozathoz kapcsolódik.
A Himicu no Akko-csan bemutatója 1989. március 13-án, az Umi da! Obake da!! Nacu macurié pedig 1989. július 15-én volt. Mindkét film a ’88-as sorozat folytatása.

### Élőszereplős film
Az Umi da! Obake da!! Nacu macuriból élőszereplős feldolgozás is készült. A film forgatása 2011 októberében kezdődött, bemutatója 2012. szeptember 1-jén volt. A főszereplőt Ajasze Haruka alakította. A filmben a fiatal Kagami Acuko (Akko-csan) egy mágikus tükör hatása alá kerül, ami azzá változtatja, akivé válni szeretne. Miután átváltozási képességét használva meg próbál menteni egy céget az eladástól, szerelmes lesz egy 22 éves főiskolai diákba.

## Zene
1969-es sorozat
- Nyitótéma: Himicu no Akko-csan (ひみつのアッコちゃん; Hepburn: Himitsu no Akko-chan?): előadója Okada Kjóko
- Zárótéma: Szuki szuki Song (好き好きソング; Hepburn: Suki suki Songu?): előadója Mizumori Ado

1988-as sorozat
- Nyitótéma: Himicu no Akko-csan (ひみつのアッコちゃん; Hepburn: Himitsu no Akko-chan?): előadója Horie Micuko
- Zárótéma: Don’You: előadója Horie Micuko és a Time Five

1998-as sorozat
- Nyitótéma: Himicu no Akko-csan (ひみつのアッコちゃん; Hepburn: Himitsu no Akko-chan?): előadója Simonari Szatoko
- 1. zárótéma: Vatasi no uta vo kiite hosii (わたしの歌を聴いてほしい; Hepburn: Watashi no uta wo kiite hoshii?): előadója Siraki Jumi
- 2. zárótéma: Nippon hare da jo~! Akko-csan (日本晴れだよっ！アッコちゃん; Hepburn: Nippon hare da yo~! Akko-chan?): előadója a The Akko-chans

## Címváltozatok
A sorozatokat angol nyelvterületen sohasem mutatták be, azonban Európa és Latin-Amerika több országában is sikeresnek bizonyult az 1980-as években, bár mindhárom sorozat csak Olaszországban került vetítésre.
- Lo specchio magico (olasz, első sorozat)
- Caroline (francia, második sorozat)
- Los secretos de Julie (latin-amerikai spanyol, második sorozat)
- El Secreto de Akko (spanyol, harmadik sorozat)
- Un mondo di magia (olasz, második sorozat)
- Stilly e lo specchio magico (olasz, harmadik sorozat)
- Czarodziejskie zwierciadełko (lengyel, első sorozat)